# Gino Pérez
Gino Pérez Alguedas (Lima, 2 de mayo de 1981) es un exfutbolista peruano. Jugaba de delantero. Tiene 44 años.

## Clubes
| Club                        | País    | Año       |
| --------------------------- | ------- | --------- |
| Unión Huaral                | Perú    | 2001      |
| Emelec (Reserva)            | Ecuador | 2001      |
| SD Cuenca                   | Ecuador | 2002      |
| Sport Boys                  | Perú    | 2002-2004 |
| Unión Huaral                | Perú    | 2005      |
| Olímpico Somos Perú         | Perú    | 2005      |
| Deportivo Aviación          | Perú    | 2006      |
| Hijos de Acosvinchos        | Perú    | 2007      |
| Deportivo Aviación          | Perú    | 2008      |
| Colegio Nacional de Iquitos | Perú    | 2009      |
| Atlético Grau               | Perú    | 2010      |
| Real Garcilaso              | Perú    | 2011      |
| Franciscano San Román       | Perú    | 2011      |
| Manco II                    | Perú    | 2012      |
| Alfonso Ugarte              | Perú    | 2012      |
| Atlético Minero             | Perú    | 2013      |
| Walter Ormeño               | Perú    | 2014      |

## Palmarés

### Campeonatos nacionales
| Título           | Club                | País | Año  |
| ---------------- | ------------------- | ---- | ---- |
| Segunda División | Olímpico Somos Perú | Perú | 2005 |